# Coris aygula
Coris aygula és una espècie de peix de la família dels làbrids i de l'ordre dels perciformes.
Els mascles poden assolir els 120 cm de longitud total.

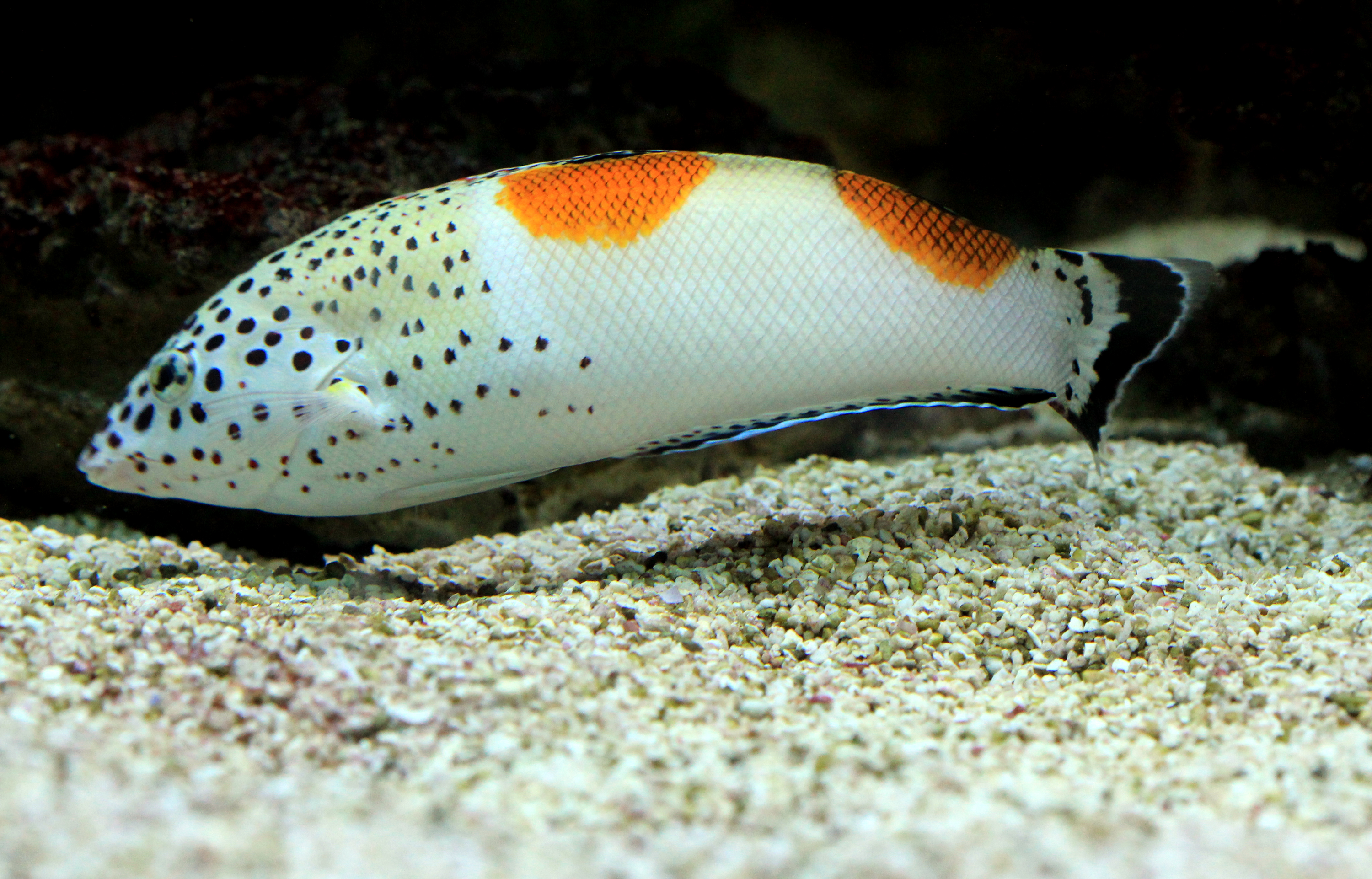
Coris aygula in Prague sea aquarium

Es troba des del Mar Roig i l'Àfrica oriental fins al sud del Japó, l'Illa de Lord Howe i l'illa de Rapa.